# Tollaslabda a 2016. évi nyári olimpiai játékokon
A 2016. évi nyári olimpiai játékokon a tollaslabda mérkőzéseit augusztus 11. és 20. között rendezték. Összesen 5 versenyszámban avattak olimpiai bajnokot.

## Éremtáblázat
| A 2016. évi nyári olimpiai játékok éremtáblázata tollaslabdában | A 2016. évi nyári olimpiai játékok éremtáblázata tollaslabdában | A 2016. évi nyári olimpiai játékok éremtáblázata tollaslabdában | A 2016. évi nyári olimpiai játékok éremtáblázata tollaslabdában | A 2016. évi nyári olimpiai játékok éremtáblázata tollaslabdában | Olimpia  |
| --------------------------------------------------------------- | --------------------------------------------------------------- | --------------------------------------------------------------- | --------------------------------------------------------------- | --------------------------------------------------------------- | -------- |
|                                                                 | Ország                                                          | Arany                                                           | Ezüst                                                           | Bronz                                                           | Összesen |
| 1.                                                              | Kína (CHN)                                                      | 2                                                               | 0                                                               | 1                                                               | 3        |
| 2.                                                              | Japán (JPN)                                                     | 1                                                               | 0                                                               | 1                                                               | 2        |
| 3.                                                              | Indonézia (INA)                                                 | 1                                                               | 0                                                               | 0                                                               | 1        |
| 3.                                                              | Spanyolország (ESP)                                             | 1                                                               | 0                                                               | 0                                                               | 1        |
|                                                                 |                                                                 |                                                                 |                                                                 |                                                                 |          |
| 5.                                                              | Malajzia (MAS)                                                  | 0                                                               | 3                                                               | 0                                                               | 3        |
| 6.                                                              | Dánia (DEN)                                                     | 0                                                               | 1                                                               | 1                                                               | 2        |
| 7.                                                              | India (IND)                                                     | 0                                                               | 1                                                               | 0                                                               | 1        |
|                                                                 |                                                                 |                                                                 |                                                                 |                                                                 |          |
| 8.                                                              | Dél-Korea (KOR)                                                 | 0                                                               | 0                                                               | 1                                                               | 1        |
| 8.                                                              | Nagy-Britannia (GBR)                                            | 0                                                               | 0                                                               | 1                                                               | 1        |
|                                                                 |                                                                 |                                                                 |                                                                 |                                                                 |          |
| Összesen                                                        | Összesen                                                        | 5                                                               | 5                                                               | 5                                                               | 15       |

## Érmesek
| A 2016. évi nyári olimpiai játékok érmesei tollaslabdában |                                                                |                                                         |                                                                                       |
| Versenyszám                                               | Arany                                                          | Ezüst                                                   | Bronz                                                                                 |
| Férfi egyes                                               | Csen Lung (Chen Long) · Kína (CHN)                             | Lee Chong Wei · Malajzia (MAS)                          | Viktor Axelsen · Dánia (DEN)                                                          |
| Női egyes                                                 | Carolina Marín · Spanyolország (ESP)                           | Pusarla Sindhu · India (IND)                            | Okuhara Nozomi · Japán (JPN)                                                          |
| Férfi páros                                               | Kína (CHN) · Fu Haj-feng (Fu Hai-feng) · Csang Nan (Zhang Nan) | Malajzia (MAS) · Goh V Shem · Tan Wee Kiong             | Nagy-Britannia (GBR) · Marcus Ellis · Chris Langridge                                 |
| Női páros                                                 | Japán (JPN) · Macutomo Miszaki · Takahasi Ajaka                | Dánia (DEN) · Christinna Pedersen · Kamilla Rytter Juhl | Dél-Korea (KOR) · Csong Gjongun (Jeong Gyeong-eun) · Sin Szungcshan (Shin Seung-chan) |
| Vegyes páros                                              | Indonézia (INA) · Tontowi Ahmad · Lilyana Natsir               | Malajzia (MAS) · Chan Peng Soon · Goh Liu Ying          | Kína (CHN) · Csang Nan (Zhang Nan) · Csao Jün-lej (Zhao Yunlei)                       |